# Bibliothèque centrale de Tenri
La bibliothèque centrale de Tenri (天理大学附属天理図書館, Tenri daigaku fuzoku tenri toshokan) est la bibliothèque de l'Université de Tenri. Elle possède notamment d'importantes collections d'antiquités, dont des manuscrits originaux du XIIIe siècle et des objets des explorations et des premières visites européennes au Japon. Fondée en 1926, la bibliothèque est antérieure à l'université elle-même. Elle est issue de la collection privée de la famille de Nakayama Miki, fondatrice de la religion tenrikyō.
L'établissement parraine l'atelier d'antiquités Tenri qui rassemble des matériaux rares de la période de modernisation en Asie aux XIXe et XXe siècles et les organise pour la recherche locale et à l'étranger. La bibliothèque est renommée pour sa collection d’œuvres de Sheng Xuanhuai.